# 諸熊奎治
諸熊 奎治（もろくま けいじ、1934年（昭和9年）7月12日 - 2017年（平成29年）11月27日）は、日本の理論化学者。日本学士院会員。自然科学研究機構分子科学研究所名誉教授。アメリカ合衆国エモリー大学名誉教授。京都大学福井謙一記念研究センターシニアリサーチフェロー、国際量子分子科学アカデミー前会長。
鹿児島県鹿児島市生まれ。大阪府泉佐野市出身。

## 略歴

### 学歴
- 1950年 泉佐野市立第一中学校卒業
- 1953年 大阪府立今宮高等学校卒業
- 1957年 京都大学工学部卒業、同大学院工学研究科修士課程進学
- 1959年 同修士課程修了、同博士後期課程進学
- 1963年 京都大学より工学博士の学位を取得、論文の題は『Theoretical studies on chemical reactivities and physicochemical properties of hydrocarbons and their derivatives』）[1]

### 職歴
- 1962年 京都大学工学部助手（福井謙一研）
1964年-1966年 コロンビア大学博士研究員（フルブライト奨学金[2]）
- 1966年 京都大学退官
1966年-1967年 ハーバード大学博士研究員[2]
- 1967年 ロチェスター大学助教授
- 1969年 同大学准教授
- 1971年 同大学教授
- 1976年 同大学退職、分子科学研究所赴任
1978年-1993年 同研究所電子計算機センター長
- 1993年 分子科学研究所退官、エモリー大学赴任。ウイリアム・エマーソン教授兼チェリー・エマーソン科学研究センター長
- 2006年 エモリー大学名誉教授、京都大学赴任。福井謙一記念研究センターリサーチリーダー
- 2013年～　京都大学福井謙一記念研究センターシニアリサーチフェロー
- 2015年12月 日本学士院会員選出[3]

2017年11月27日午前5時33分に京都市左京区の病院で心不全のため死去した。83歳没。

## 業績
理論化学・計算化学の発展に貢献。1968年には水の二量体の構造をab initio計算で予測、また、北浦和夫とともに分子間相互作用のエネルギー分割法を開発、固有反応座標の計算法をプログラムにしたり、金属触媒反応サイクルのエネルギープロフィールの決定、量子化学計算プログラムであるGAUSSIANプログラムに入っているONIOM法を開発するなど貢献多数。2013年のノーベル化学賞（複雑な化学系のためのマルチスケールモデルの開発）はコンピューターによる化学反応の計算手法開発に与えられたものであったが、スウェーデン王立科学アカデミーは諸熊を同分野に貢献にした人物の一人として挙げた。これらの業績からノーベル化学賞候補とも言われた。

## 栄誉・受賞
- 1978年 国際量子分子科学アカデミー賞
- 1990年 シュレーディンガー・メダル、バーク賞
- 1992年 日本化学会賞
- 2008年 日本学士院賞・恩賜賞

他、受賞多数。
2010年春の叙勲で瑞宝中綬章を受章。2012年に文化功労者に選出（理論化学･計算化学）。

## 参考資料
- 本市初となる名誉市民に、理論化学者の諸熊奎治氏泉佐野市 広報いずみさの平成26年3月号[リンク切れ] アーカイブ 2016年6月4日 - ウェイバックマシン